# 국도 제58호선 (미국)

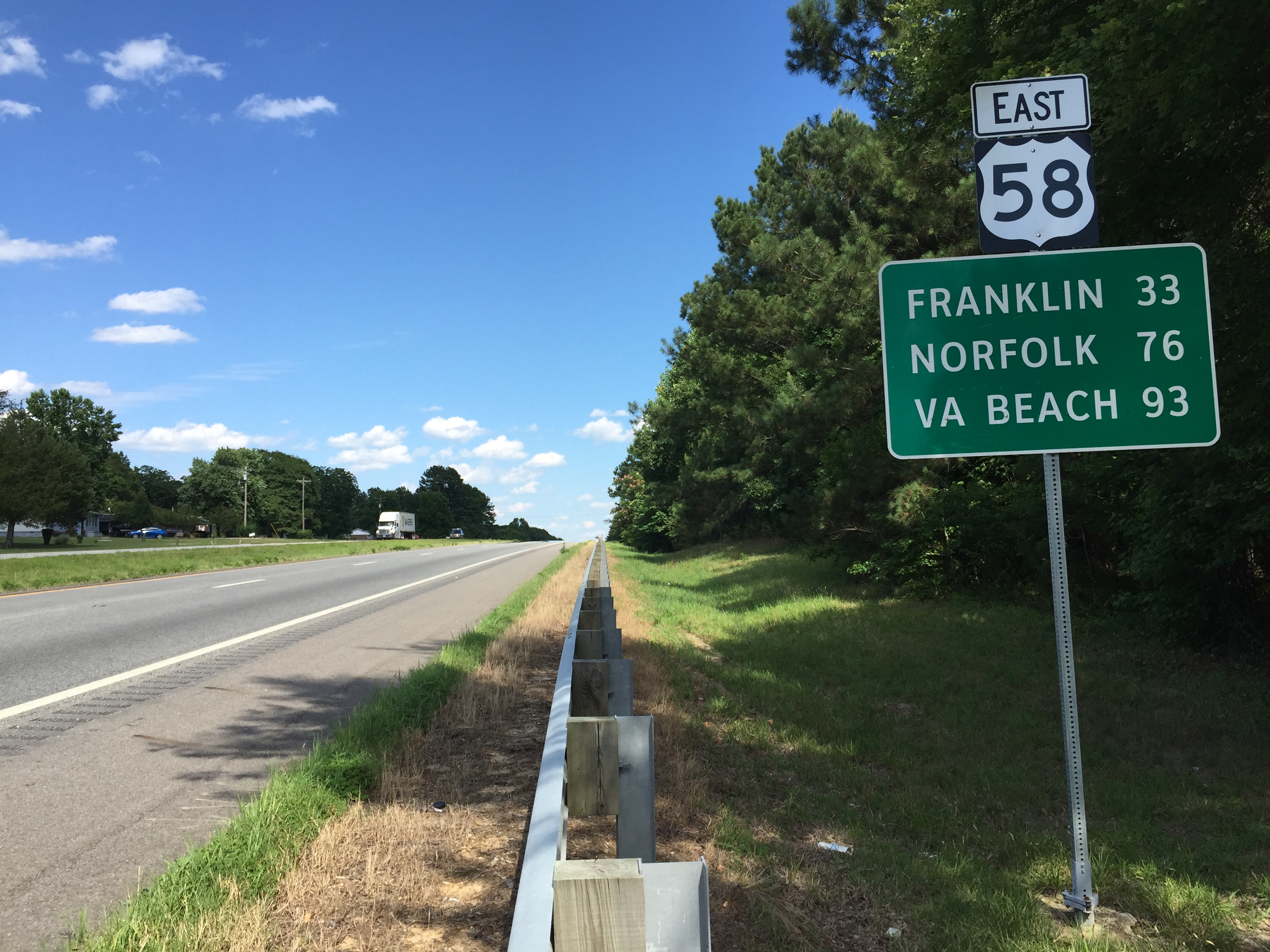
버지니아주 엠포리아에서 동쪽으로 향하고 있는 US 58의 모습. 이 도로는 US 58과 SR 623이 같이 공용하고 있다.

국도 제58호선(U.S. Route 58)은 테네시주의 컴벌랜드 갭에서 버지니아주의 버지니아비치를 잇는 미국의 일반 국도로, 총 연장은 508 마일 (818 km)이다. 기점인 컴벌랜드 갭 인근의 마을인 해러게이트에서는 국도 제25E호선과 접촉하고, 종점인 버지니아비치에서는 국도 제60호선과 접촉하게 된다. 또한 1996년에는 컴벌랜드 갭 터널이 개통됨에 따라, U.S. 58은 버지니아주 지방 내에서만 운영중이다. 그 뒤로부터 테네시주 구간 내에서 새로이 정렬시키기 위해 버지니아주로 더 이상 진입하지 못하고 있는 이전의 구 US 25E의 짧은 부분을 그대로 하여 남서부 지역까지 연장되었다. 또한 해당 국도 노선 번호는 버지니아주 내에서 가장 긴 노선 번호이기도 하다.

## 통과하는 주별 군·도시
- 테네시주
  - 클레이본군
- 버지니아주
  - 리군 - 스콧군 - 워싱턴군 (브리스톨(영어판)) - 그레이슨군 (갤럭스(영어판)) - 플로이드군 - 패트릭군 - 헨리군 - 피트실베이니아군 (댄빌) - 핼리팩스군 - 브런즈윅군 - 그린스빌군 (엠포리아) - 사우샘프턴군 (서퍽 - 체서피크 - 포츠머스 - 노퍽 - 버지니아비치)

## 접촉하는 도로

### 주간고속도로
- 주간고속도로 제81호선
- 주간고속도로 제77호선
- 주간고속도로 제85호선
- 주간고속도로 제95호선
- 주간고속도로 제664호선
- 주간고속도로 제64호선
- 주간고속도로 제264호선

### 일반 국도
- 국도 제25E호선
- 국도 제421호선
- 국도 제23호선
- 국도 제11호선
- 국도 제21호선
- 국도 제221호선
- 국도 제52호선
- 국도 제29호선
- 국도 제360호선
- 국도 제501호선[2]
- 국도 제15호선
- 국도 제1호선
- 국도 제301호선
- 국도 제13호선
- 국도 제460호선
- 국도 제17호선
- 국도 제60호선

## 관련 국도
- 국도 제158호선 (미국)
- 국도 제258호선 (미국)
- 미국 국도 제58호선의 특수 노선(영어판)